# Obuasi (distrito)
Obuasi es un distrito de la región de Ashanti, Ghana. En septiembre de 2018 tenía una población estimada de 198 904 habitantes.
Se encuentra ubicado en el centro-sur del país, cerca de la ciudad de Kumasi, del lago Bosumtwi y al oeste del lago Volta. 